# Зику Арая
Зику Ад. Арая (на румънски: Zicu Ad. Araia) е арумънски поет, преводач и политик.

## Биография
Арая е роден на 1 юли 1877 година във влашко семейство в големия арумънски център Самарина, тогава в Османската империя, днес в Гърция. Според някои източници е роден на 1 август 1877 година. Основно образование завършва в румънско училище родното си село, после учи в румънската гимназия в Янина и завършва Румънския лицей в Битоля в 1897 г. В 1897 година заминава за Букурещ, където от 1898 година започва да учи в университет, но прекъсва поради финансови причини. Започва да учи във Висшето селскостопанско училище, но също не завършва.
В 1900 година се завръща в Османската империя, и работи като учител в Мецово, в Претори, Самарина и Влахояни.
По време на Първата световна война през лятото на 1917 година участва в опита за създаване на влашка автономия в Пинд, заради което после е арестуван от гръцките власти.
В 1924 година започва да преподава в Румънския лицей в Гревена.
Зику Арая пише в множество арумънски вестници и списания. Публикува в арумънските издани „Лумина“, „Календарул Аромънеск“, „Лиличя Пиндолуи“, „Фламбура“, „Пенинсула Балканика“, „Фръцилия“, „Ревиста Аромъняска“, „Лумина“, „Димъндаря“ и други. Умира в 1948 година, но годината му на смърт също е спорна.